# Starrachse

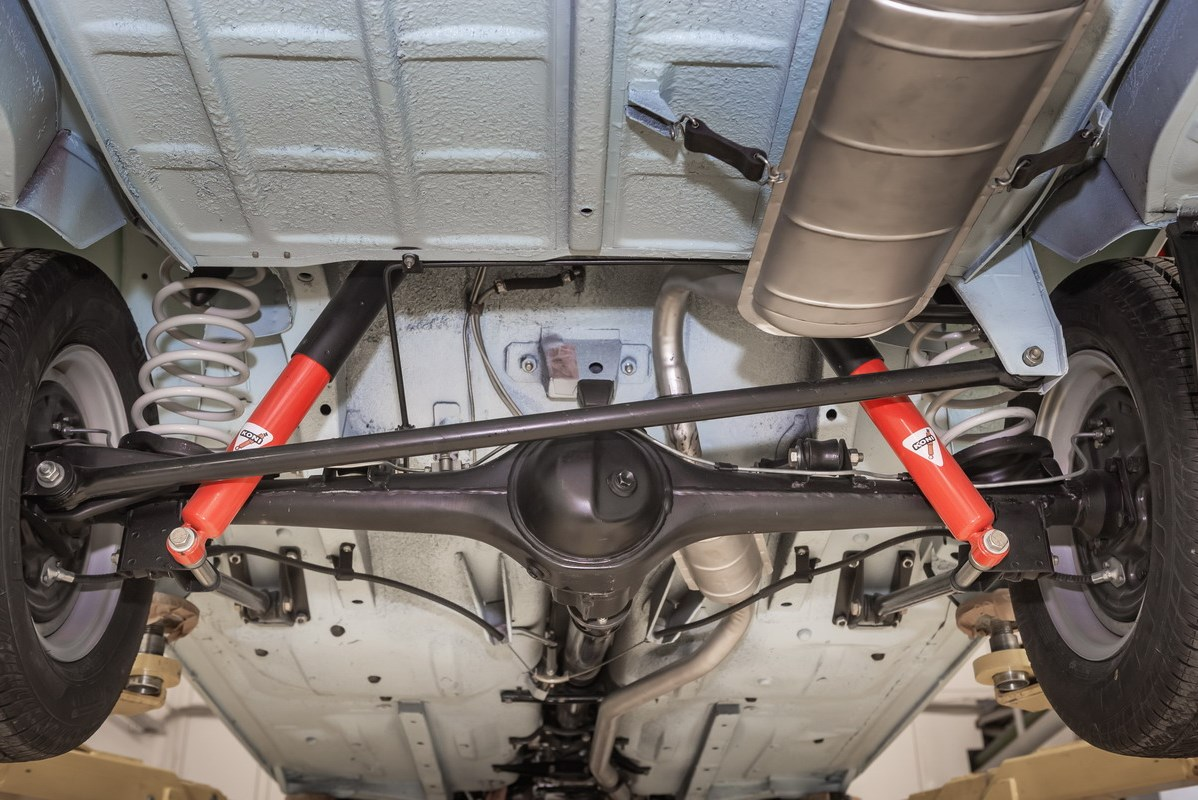
Starrachse mit vier Längslenkern und Panhardstab

Die Starrachse ist eine Bauform der Radaufhängung von PKW, Geländewagen und Nutzfahrzeugen. Bei ihr sind die Räder einer Achse über einen starren Achskörper miteinander verbunden. Der Achskörper wird von Blattfedern, Lenkern und Gelenken relativ zum Aufbau geführt. Die Starrachsaufhängung ist ein Mechanismus mit zwei Freiheitsgraden. Während die Starrachse in Personenkraftwagen von der Einzelradaufhängung fast völlig verdrängt wurde, ist sie bei Nutzfahrzeugen nach wie vor zu finden.
Bei ungefederten Fahrzeugen wie z. B. Baggern ist nur eine Achse fest mit dem Fahrzeugkörper verbunden. Die andere Achse ist quer zur Fahrtrichtung pendelnd aufgehängt und hat demnach nur einen Freiheitsgrad.

## Geschichte
Starre, an Wagen angebrachte Achsen gab es bereits in der Mitte des 4. Jahrtausends v. Chr., den einachsigen Streitwagen mit Deichsel ab dem 2. Jahrtausend v. Chr. Die Entwicklung der lenkbaren Starrachse als Drehschemel durch die Kelten und Römer fällt in die Zeitenwende, ebenso der federnd aufgesetzte Wagenkörper. Auch bei der Achsschenkellenkung, 1816 von Georg Lankensperger patentiert, wurde ursprünglich eine Starrachse verwendet, deren neuere Version die Faust- und Gabelachse im Nutzfahrzeugbereich ist. Die von der Kutsche übernommenen Starrachsen mit Längsblattfedern mussten an der Vorderachse durch andere Lösungen ersetzt werden. Die Längsbewegung der Achse durch die Längenänderung der Blattfedern führten bei Unebenheiten zu ungewollten Radeinschlägen und zu Stößen an der Lenkung (siehe Škoda 4 R). Die ab etwa 1920 eingeführten Bremsen an der Vorderachse beanspruchten die Blattfedern, die vielfach den Belastungen nicht mehr gewachsen waren.
Von der Möglichkeit durch die Radaufhängungsgeometrie die fahrdynamischen Eigenschaften des Fahrzeugs zu beeinflussen, wurde ausgiebig Gebrauch gemacht. Bei der Schwebeachse wurde durch das hoch liegende Momentanzentrum die Seitenneigung bei Kurvenfahrt stark reduziert. Da diese Maßnahme aber auch negative Auswirkungen z. B. auf den Fahrkomfort hat, wurden in der weiteren Entwicklung zusätzliche Kriterien wie die Fahrsicherheit und andere berücksichtigt.

## Bauteile
Zur Starrachse gehören neben den Elementen der Achsführung auch die Federung, Dämpfung und Bremsen, sowie Räder als Abschlusselement. Je nach Bauweise können teilweise auch Elemente entfallen.
Bei angetriebenen Achsen zusätzlich das Differential im Verbund mit Antriebswellen.
Bei gelenkten Achsen das Lenkgestänge und die Lenklagerung.

## Starrachsführung
Da die Räder über eine gemeinsame Achsbrücke verbunden sind, benötigt die Starrachsführung zwei überwiegend vertikale Bewegungsmöglichkeiten gegenüber dem Aufbau (Federwege links/rechts), damit für jedes Rad Bodenkontakt möglich wird. Die einfachste Möglichkeit, das zu verwirklichen, wäre die Verbindung des Achskörpers mit dem Aufbau durch ein Drehschubgelenk nach Art eines Gleitsteins. Die ursprünglich eingesetzten Blattfedern, die sowohl Führung und Federung der Räder übernahmen, wurden mit den zunehmenden Ansprüchen an die Radführung durch Lenker ersetzt. Da der starre Achskörper im Raum 6 Freiheitsgrade hat, genügen 4 Stablenker mit Kugelgelenken, um den geforderten Freiheitsgrad zwei sicherzustellen. Beispiel dafür ist der Ford Taunus Baujahr 1970 oder der Ford Mustang mit 3 Längslenkern und Panhardstab. An Stelle der Kugelgelenke werden Gummilager eingesetzt, die eine ausreichende Winkelbeweglichkeit aufweisen. Statt vier Einzellenkern können zwei Einzellenker, meist in der oberen Lenkerebene, durch einen Dreieckslenker, auch Reaktionsdreieck genannt, ersetzt werden.
Eine kinematisch exakte Lösung ist auch die Zentralgelenk- oder Deichselachse mit einem Kugelgelenk und Querführung durch ein Wattgestänge. In moderner Form auch als „Omega-Achse“ oder beim Mercedes W 169 als „Parabelachse“ ausgebildet, die Platz für eine Reserveradmulde bietet. Bei Sport- oder Rennwagen übernahm ein Gleitstein die Querführung, so beim Alfa Romeo GTA. Weitere Möglichkeiten der Querführung, die die asymmetrische Führung durch den Panhardstab vermeidet, sind das Scott-Russell-Gestänge, das aber nur selten zur Anwendung kam, und die „Scherenführung“ mit zwei Dreieckslenkern.

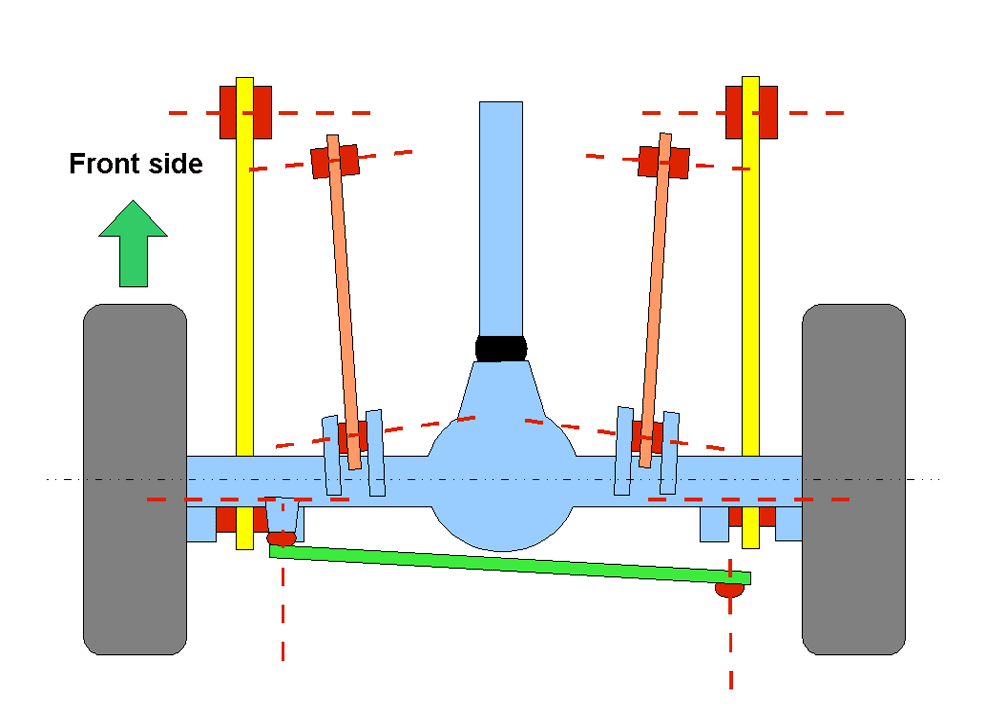
Starrachse an vier Längslenkern und Panhardstab (Querlenker). Die Achse ist kinematisch überbestimmt.

Häufig sind auch Starrachsführungen, die nicht den geforderten Freiheitsgrad 2 besitzen. Aus Bauraumgründen können oft nur Längslenker verwendet werden, so dass zur Querabstützung entweder ein Panhardstab oder ein Wattgestänge eingesetzt wird. Die Verzwängung beim Federn bleibt durch die Elastizitäten in den Gummilagern gering. Bei der Vorderachse der Mercedes-G-Klasse bis 2018 sind die beiden Längslenker jeder Seite zu einem schmalen Dreieckslenker mit einem Anlenkpunkt am Aufbau zusammengefasst. Die Querabstützung übernimmt ein Panhardstab. Die Achsführung mit einem Längslenker pro Fahrzeugseite findet sich auch bei der Hinterachse (Schleppachse) des Citroën Traction Avant. Zur Querabstützung wurde ein Schräglenker eingesetzt, der die Asymmetrie durch einen Panhardstab vermeidet.
Kinematisch unterbestimmte Starrachsen haben mehr als die geforderten zwei Freiheitsgrade. Dazu zählen Starrachsen mit längs liegenden Blattfedern, die sowohl Federungs- als auch Führungsaufgaben übernehmen. Auch in Kombination mit unteren Längslenkern und Panhardstab verdrehen Drehmomente beim Beschleunigen und Bremsen die Achse um sich selbst und verformen die Blattfedern S-förmig. Diese unerwünschte Verdrehung kann zu erheblichen Schwingungsproblemen führen, sodass diese Aufhängung bei Pkw bereits im Laufe der 1960er Jahre weitgehend verdrängt wurde. In Deutschland war der letzte produzierte Pkw mit einer derartigen Achse der Ford Capri II. Bei Lkw wird sie teilweise bis heute eingesetzt, um die Belastung der Längslenker zu reduzieren.

## Unterscheidungsmerkmale
Starrachsen unterscheidet man bezüglich:
- Zahl der Freiheitsgrade: kinematisch exakt (2 Freiheitsgrade), kinematisch überbestimmt (Freiheitsgrad 1, Achse klemmt), kinematisch unterbestimmt (3 Freiheitsgrade).
- des Antriebs: angetrieben (Banjoachse), nicht angetrieben (Vorderachsantrieb, Anhänger),
- des Differentials: Differential integriert (Banjoachse), nicht integriert (De-Dion-Achse) – jeweils nur bei angetriebenen Achsen
- des Anschlusses gelenkter Räder (i. d. R. an Vorderachse): Faustachse, Gabelachse, Halbkugelachse,[8][9]
- der Form: gerade, Deichsel- oder Omega-Form, gekröpft (nicht angetriebene Vorderachse).
- der Federung: gefedert, nicht gefedert.

## Bauformen

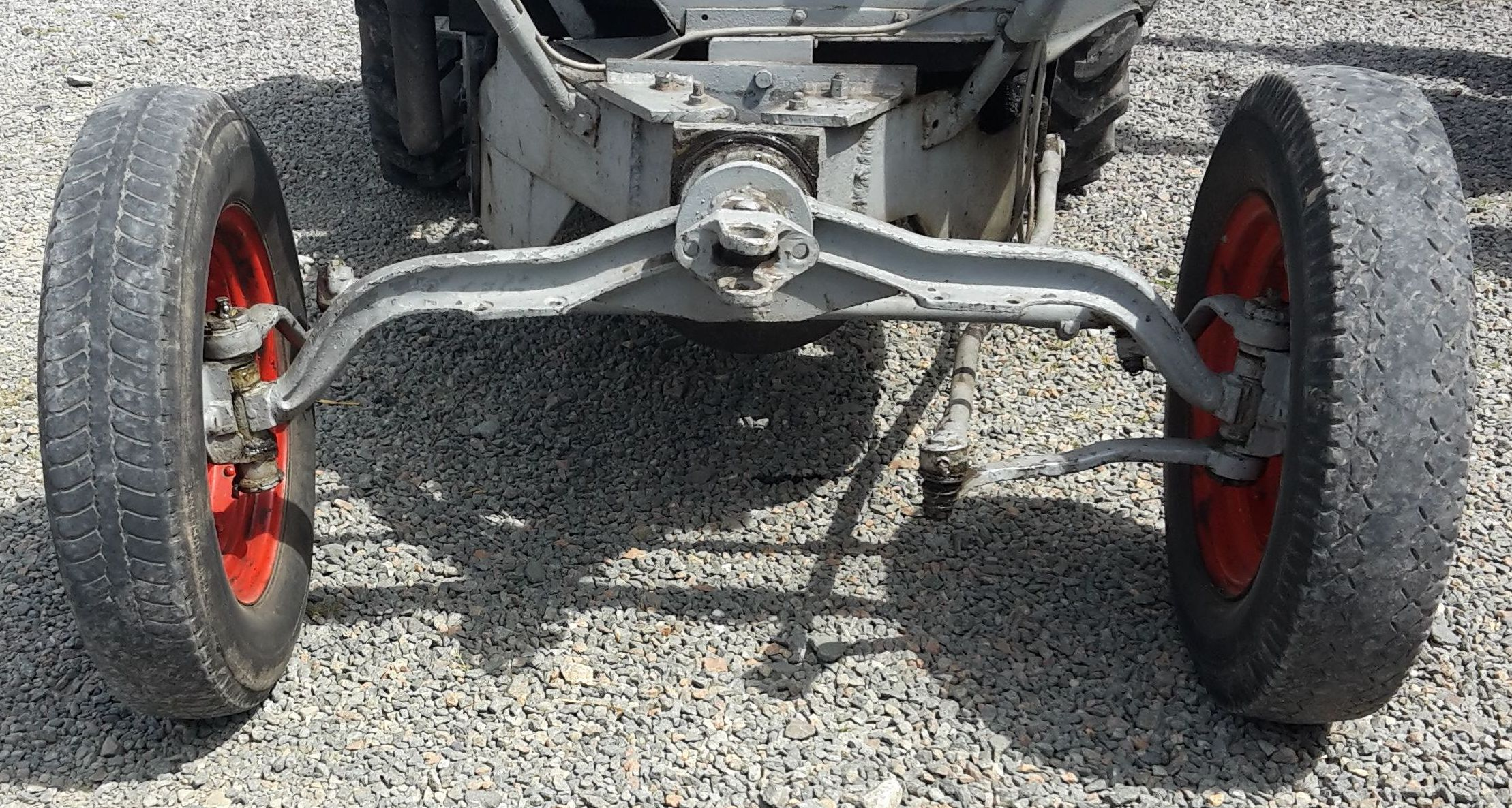
Vorderachse eines Traktors; ungefederte, in der Mitte pendelnd befestigte Starrachse

Starrachsen gibt es in folgenden Bauformen:
- Bis zum Ersten Weltkrieg: Das Differentialgetriebe und die zwei Antriebswellen sind vor der Achse am Fahrzeugaufbau befestigt. Die Räder werden über je eine Kette angetrieben. Zur Führung und Federung werden Längsblattfedern eingesetzt.
- Etwa 1900 – De-Dion-Achse: Das Differential ist am Fahrzeugaufbau befestigt und treibt die Räder über zwei Doppelgelenkwellen an. Die starre Achse ist im Bogen am Differential vorbei geführt.
- Differentialgetriebe und beide Antriebswellen in hohle Starrachse eingebaut (Banjoachse).
- Deichsel- oder Zentralgelenkachse: Der hohle Achskörper ist nach vorn durch ein Schubrohr, an dessen vorderem Ende es mittels Zentralgelenk (Kugelgelenk) am Fahrzeugaufbau gelagert ist, T-förmig erweitert. Im Schubrohr befindet sich die zum Differential führende Antriebswelle. Sie ist eine Kardanwelle mit einem Kardangelenk, das vom Zentralgelenk umschlossen wird. Bei Opel war das Zentralgelenk längs verschieblich. Längs- und Querführung übernahmen zwei Längslenker.

Bei modernen, hinteren Zentralgelenkachsen ist der Achskörper in der Draufsicht Omega- oder U-förmig gestaltet. Dies reduziert den Platzbedarf der Achse beim gleichseitigen Einfedern und schafft Platz für Gepäck, eine Reserveradmulde oder eine Motor/Getriebeeinheit.
- Faust- oder Gabelachsen bei gelenkten Starrachsen, sowie als starre Pendelachse.
- Als Portalachse zur Verbesserung der Bodenfreiheit.

## Vor- und Nachteile
Die Starrachse als Radaufhängung ermöglicht insbesondere an den angetriebenen Rädern eine einfache, kostengünstige und robuste Bauweise, da keine Gelenke und kein Längsausgleich in den Achswellen erforderlich ist. Die Bauweise findet sich bis heute bei Nutzfahrzeugen wie Lastwagen oder bei Geländewagen. Fast alle modernen PKW haben an der Vorderachse Einzelradaufhängung, als Hinterachse wird die Starrachse immerhin noch bei 22,5 % aller Fahrzeugen unter 3,5 t eingesetzt. Bei der NASCAR-Rennserie ist durch das Reglement eine Starrachse vorgeschrieben.

### Vorteile gegenüber Einzelradaufhängung
- einfach und robust,
- geringe Herstellungskosten,
- keine Sturzänderung bei parallelem Einfedern,
- konstanter Sturz zur Straße bei Querneigung des Aufbaus,
- konstante Spur,
- höheres Momentanzentrum möglich,
- flache Bauweise bei nicht angetriebener Achse.

### Nachteile gegenüber Einzelradaufhängung
- gegenseitige Beeinflussung der Räder an einer Achse führt zu unerwünschten Schwingungen der Starrachse (sogenanntes „trampeln“),
- große ungefederte Masse bei angetriebenen Achsen durch die Massen von Achskörper und Differentialgetriebe (bei integrierter Bauweise), dadurch verminderte Fahrstabilität (große dynamische Radlastschwankungen),[12]
- Platzbedarf zwischen Achse und Unterboden für den Einfedervorgang,[13] Starrachsen in Omega oder Parabelform vermeiden diesen Nachteil,
- Einstellung von Parametern wie Spur/Sturz usw. nur bedingt möglich